# Lauv
Ари Стапранс Лефф (англ. Ari Staprans Leff, род. 8 августа 1994 года, Сан-Франциско, Калифорния), известный под псевдонимом Lauv — американский певец, композитор и продюсер. Его дебютный мини-альбом «Lost in the Light» был выпущен в 2015 году, а его сборник «I Met You When I Was 18» был выпущен в 2018 году. Он пишет песни и для других исполнителей, среди его работ песни Boys для Charli XCX, No Promises для Cheat Codes и Imperfections для Селин Дион.
Его дебютный студийный альбом How I’m Feeling вышел 6 марта 2020 года. Lauv — полностью независимый проект.

## Юность
Лефф родился в Сан-Франциско, штат Калифорния. Он провел свое детство в пригороде Атланты, штат Джорджия, прежде чем его семья переехала в пригород Филадельфии, штат Пенсильвания. Он учился в средней школе Рэднора. В детстве Ари интересовался музыкой и брал уроки игры на фортепиано, а затем и гитары в возрасте 11 лет. Его мать имеет латвийское происхождение, Ари часто приезжает в Латвию, чтобы навестить родственников и провести лето в дедушкином коттедже в приморском городе Юрмала.
Ари начал писать песни в средней школе, примерно в 14 лет. Многие из его песен в этот период были посвящены несчастной любви и расставаниям, несмотря на то, что в то время у него не было девушки. Во время учебы в средней школе Лефф играл в нескольких группах и изучал джаз, прежде чем перейти к электронной музыке. Он был настолько одержим созданием музыки и выступлениями в шоу, что у него не было никакого интереса к алкоголю и запрещенным веществам.
Ари рассказывал как его сестра, Авиа, возила его и его друзей в турне, где они выступали для немногочисленной публики. Большое влияние на него оказали группы Owl City и Never Shout Never. Он слушал песню Maybe I’m Dreaming и тщательно изучал стиль и абстрактные лирические темы, которые используют музыканты для описания любви. Изначально он использовал псевдоним Somersault Sunday и опубликовал под ним несколько песен и мини-альбомов на своем аккаунте в Myspace.
После окончания средней школы Лефф решил заняться закулисной ролью в музыке, видя, что его собственная музыкальная карьера стоит на месте. Он решил изучать музыкальные технологии в школе Стейнхардта при Нью-Йоркском университете. Во время учебы в школе он также учился за границей в Праге и был членом братства Zeta Psi. Во время учебы Лефф работал в качестве стажера в Jungle City Studios, где записывались такие исполнители, как Jay-Z, Джастин Тимберлейк и Алиша Киз. На первом курсе он подписал издательский контракт после успеха своей песни The Other, но решил закончить университет.

## Карьера

### 2008—2012
Лефф начал писать музыку в раннем возрасте. Когда ему было 12 лет, он создал свой первый рок-дуэт со своим другом Майком Вагенхаймом, а к 13 годам оба основали метал-группу. Начав пробовать писать музыку, Лефф начал экспериментировать с акустической гитарой и некоторыми синтезаторными звуками. Несколько месяцев спустя он написал свою собственную сольную акустическую песню под названием Parting Ways. Затем в 14 лет Лефф создал свой первый сольный музыкальный проект Somersault Sunday. Он начинал проект просто для удовольствия, но продолжил его после получения восторженного онлайн-отклика.
Он размещал свои песни на MySpace вместе с каверами песен и поддерживал тесный контакт со своими поклонниками через платформу. У него была группа, которая играла с ним во время живых выступлений и концертов. Лефф был известен своими подвальными концертами.

### 2014—2016
Во время учебы в колледже Лефф сосредоточился на написании песен и продюсировании для других артистов, отойдя от своего фирменного стиля написания песен. На втором курсе он случайно наткнулся на интервью с Полом Саймоном, в котором тот описывал свой подход к написанию песен как процесс раскрытия своих самых сокровенных скрытых чувств. Оно помогло ему в работе. Впоследствии Лефф принял сценический псевдоним Lauv, что по-латышски означает Лев, как дань происхождению своей матери. Его первое имя, Ари, означает Лев на иврите, кроме того его знак зодиака — Лев.
Переживая расставание с девушкой осенью 2014 года, он написал песню The Other в соавторстве с Майклом Матосичем. Хотя он был сосредоточен на написании песен для других исполнителей, он решил, что The Other лучше выстрелит как его собственная песня. Это первая песня, которую он выпустил под псевдонимом Lauv. Песня представляет собой сплав ритм-энд-блюза и инди-попа с джазовой гитарой. Песня привлекла внимание блога, и после того, как он загрузил ее в SoundCloud в 2015 году, стала вирусной, достигнув пика на третьем месте в агрегаторе блогов The Hype Machine, и попав в Global Top 100 на Spotify.
После окончания Нью-Йоркского университета Lauv подписал контракт с издательством Prescription Songs.
25 сентября 2015 года Lauv выпустил свой дебютный альбом Lost in the Light, в котором фигурировал сингл «The Other». Затем, помимо выпуска сингла «Question» с участием Трэвиса Миллса в 2016 году, Lauv работал над написанием и продюсированием песен для других исполнителей.
Он был соавтором и сопродюсером песни «No Promises» для Cheat Codes и Деми Ловато, которая достигла 7-го места в чарте Billboard Pop Songs. В интервью iHeartRadio Lauv заявил, что он дружит с Тревором Далем из Cheat Codes с тех пор, как вернулся в Myspace.

### 2017—2018
19 мая 2017 года Лефф выпустил сингл I Like Me Better, динамичный трек, вдохновленный его отношениями, которые начались вскоре после того, как он переехал в Нью-Йорк. Он достиг 27-го места в Billboard Hot 100, получил платиновую сертификацию в семи странах (включая США) и золотую сертификацию в трех.
В 2017 году Ари возглавил свой собственный тур Late Nights, Deep Talks Tour, в котором выступал в восьми городах по всей территории США. Тур начался 23 мая в Лос-Анджелесе и завершился 7 июня в Нью-Йорке. 9 июля он также выступил на Summerfest в Милуоки, штат Висконсин.
4 сентября 2017 года было объявлено, что Лефф выступит на разогреве у Эда Ширана в его турне Divide по Азии. Несколько дат азиатского турне Эда Ширана были отменены или перенесены из-за травм, полученных им в результате велосипедной аварии, но Лефф продолжил рекламные туры в таких городах, как Манила в Филиппинах, официально начав тур Divide с Эдом Шираном в Сингапуре 11 ноября 2017 года.
Лефф отправился в свое первое мировое турне, «I Met You When I Was 18», в первой половине 2018 года. Тур начался 18 января в Сиэтле, штат Вашингтон, и завершился 29 апреля в Осло, Норвегия. Исполнители Джереми Цукер и Эш выступили у него на разогреве в большинстве североамериканских турне. Во время тура у Леффа была коробка под названием My Blue Thoughts, в которую он попросил поклонников бросать записки с желаниями. Он отметил эти записки в своем блоге mybluethoughts.world. 30 августа 2018 года Лефф выпустил сингл Superhero, песню, вдохновленную записками из коробки. 3 августа 2018 года он выступил в Lollapalooza в Чикаго.
В мае 2018 года Лефф выпустил альбом I Met You When I Was 18, коллекцию из 17 новых и ранее выпущенных треков, включая синглы I Like Me Better и The Other, над которыми он работал в течение нескольких лет. Он также был описан как плейлист, который Lauv постепенно обновлял до завершения его в мае 2018 года. В нем рассказывается о его переезде в Нью-Йорк и о том, как он впервые влюбился. К августу 2018 года он был передан в эфир более 1 миллиарда раз на Spotify.
Он выпустил сингл There’s No Way в сотрудничестве с Джулией Майклз 27 сентября 2018 года.

### 2019-настоящее время
24 января 2019 года Lauv выпустил сингл «I'm So Tired...» совместно с Троем Сиваном. Они исполнили эту песню в шоу Джимми Киммел в прямом эфире 7 февраля 2019 года.
В ноябре 2018 года Lauv объявил о своем туре в Азии, который включает Индию, Сингапур, Таиланд, Филиппины, Гонконг, Индонезию и Японию. Он начался 13 мая 2019 года в Мумбаи, Индия, и завершился 30 мая в Токио.
25 апреля 2019 года Lauv выпустил сингл и музыкальное видео на песню Drugs & the Internet, который, по его словам, он написал, когда боролся с чувством пустоты и депрессии. Это второй сингл с его дебютного студийного альбома How i’m Feeling. Он также объявил, что представит свой дебютный альбом How i’m Feeling трек за треком, как он записывается, одновременно с туром. В течение следующего года он выпустил несколько таких треков, включая Sad Forever, Feelings, и Mean It, последний из которых был создан в сотрудничестве с инди-поп-группой LANY. В августе Лефф выпустил Fuck, i’m Lonely, совместную работу с британской певицей Анн-Мари для саундтрека к третьему сезону сериала «13 причин почему». Этот трек также был включен в его дебютный альбом. Альбом продвигался в рамках тура How i’m Feeling Tour, который начался в Вашингтоне, округ Колумбия, 5 октября 2019 года и завершился в Перте, Австралия, 26 ноября 2020 года. Среди специальных гостей тура — певица Bülow, Челси Катлер и Карли Хансон. В азиатском туре его поддержит американский певец и автор песен, а также известный в социальных сетях mxmtoon.
Lauv дебютировал в K-pop благодаря сотрудничеству с группой BTS для песни Make It Right, которая является одой армии поклонникам BTS. Он также записал еще одну песню с BTS под названием Who.
Lauv также дебютировал в Болливуде благодаря сотрудничеству с композитором Рочаком Коли для песни Dil Na Jaaneya, которая вошла в саундтрек болливудского фильма Good Newwz.
6 марта 2020 года Lauv выпустил свой дебютный альбом «How i’m Feeling».

## Личная жизнь
Lauv находился в отношениях с певицей, Джулией Майклз, в течение нескольких месяцев в 2018 году, они расстались в конце года.

## Дискография
- How I’m Feeling (2020)
- All 4 Nothing (2022)

## Награды и номинации
| Year | Award                      | Category                         | Result    |
| ---- | -------------------------- | -------------------------------- | --------- |
| 2018 | 2018 Teen Choice Awards    | Breakout Artist                  | Номинация |
| 2019 | iHeartRadio Music Awards   | Best New Pop Artist              | Номинация |
| 2019 | MTV Video Music Awards     | Push Artist of the Year          | Номинация |
| 2020 | Joox Thailand Music Awards | International Artist of the Year | Номинация |